# Jurij Sergeevič Nikolaev
Jurij Sergeevič Nikolaev (11 giugno 1905 – 1998) è stato uno psichiatra, attivista e scrittore sovietico, dottore in Scienze Mediche, attivista e autore di importanti lavori scientifici dedicati al digiuno terapeutico.

## Biografia
Il 16 marzo 1909 i genitori di Yuri fondarono la Moscow Vegetarian Society.
Suo padre, Sergei Nikolaev, corrisponde con Leon Tolstoy ed assicura anche la diffusione dei postulati economici promossi da Henry George traducendo in russo molte delle sue opere.
Anche sua madre, Larisa Nikolayeva, nata Nechaeva, partecipa tra l'altro all'apertura di una mensa vegetariana a Mosca. A tal fine scrisse un opuscolo, pubblicato nel 1904, dal titolo: Cento piatti vegetariani: istruzioni culinarie.
Gli archivi autobiografici mostrano l'interesse di Nikolaïev, fin dalla tenera età, per la pratica del digiuno terapeutico - che descrive come "fame circostanziale per scopi medici" -, in particolare sotto l'influenza esercitata dalla sua famiglia e cerchia di amici . Dopo aver decifrato le molteplici modalità riconducibili a questa pratica ancestrale, procede all'elaborazione di una sorta di vademecum - basato essenzialmente sulla sua esperienza professionale e personale - mentre inizia ad utilizzare questo metodo curativo per curare i suoi pazienti affetti da altri disturbi psicologici, inclusa la schizofrenia.
Dal 1932 al 1998 lavorò nel sistema del Ministero della Salute dell'URSS-Russia.
Negli anni '60 del Novecento avviò un'approfondita ricerca nel campo del digiuno terapeutico arrivando ad elaborare il metodo del digiuno terapeutico dosato (da 15 a 40 giorni) e successiva reintegrazione alimentare (RDT) che si dimostrò di alta efficacia nel trattamento di pazienti con schizofrenia, ipertensione, asma bronchiale, artrosi, neurodermatiti e altre malattie. La sua ricerca e le sue sperimentazioni cliniche furono alla base degli studi che portarono alle indicazioni metodologiche emesse dal Ministero della Sanità della Russia in materia di digiuno terapeutico.
Fino alla fine della sua vita e basandosi principalmente sui postulati da lui stabiliti, Yuri Nikolaev riceverà i pazienti e supervisionerà l'attività della sua enclave. Grazie ad un'intensa attività promozionale, il suo approccio innovativo è proseguito nei decenni. Vengono così aperte filiali e cliniche di digiuno concomitanti in vari ospedali e centri clinici affiliati ad altre regioni della Russia, compreso il sanatorio di Goriatchinsk che continua l'insegnamento del dottor Yuri Sergeyevich Nikolaev.
Nel 1981 organizzò un reparto di digiuno presso l'ospedale civico n. 68 di Mosca e nei decenni successivi,  grazie al suo operato e alla sua intensa attività di divulgazione, reparti di digiunoterapia vennero aperti all'interno di strutture ospedaliere in molte regioni della Russia.
Il suo libro Golodanie radi zdorov'ja (Il digiuno per la salute), uscito nel 1978, vendette allora più di 200 000 copie e venne ripubblicato con altrettanto successo.
Uno dei suoi allievi, il dr. Sergej Filonov, è noto per essere l'autore del metodo del digiuno secco frazionato (DSF) che sta riscuotendo oggi un forte interesse.